# 한스 안드레아스 리미

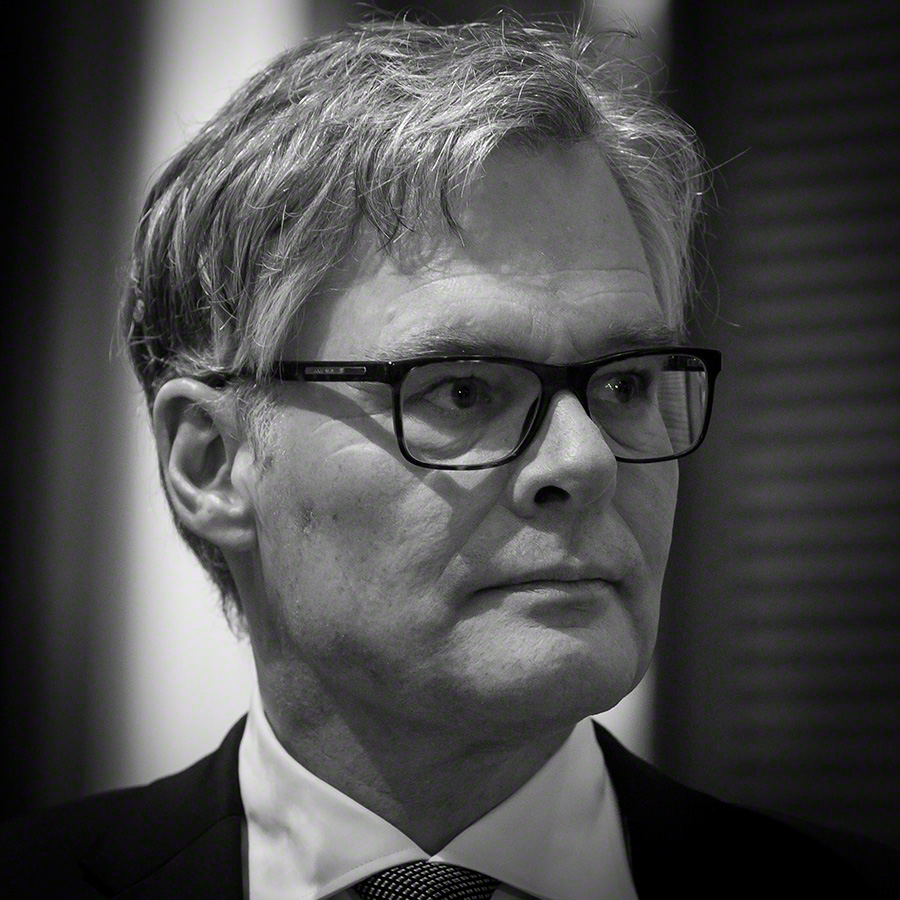
한스 안드레아스 리미

한스 안드레아스 리미(노르웨이어: Hans Andreas Limi, 1960년 9월 26일 ~ )는 노르웨이의 기업인, 정치인으로 당적은 진보당이다.
1983년부터 1987년까지 고향인 텔레마르크주 시엔 시의회 집행위원으로 활동했으며, 1987년 지방 선거에서 오슬로 시의원으로 당선되었으나 2년 만에 사퇴했다. 1991년 4월 슈베레 프리히 2세의 뒤를 이어 오슬로 시청 재무국장이 되었으며, 연말까지 직을 맡았다.
1984년부터 1986년까지 진보당 청년부의 사무총장이었으며, 1986년부터 1988년까지 진보당의 사무장을, 1994년 5월까지 사무총장을 지냈으나 4월 전당대회 직후 물러났다. 올라브 톤 그룹의 자산관리자로 고용되었으며, 후에는 슈틴 & 슈트룀의 개발국장을 거쳐 2005년에는 ICA 그룹 노르웨이 지부 이사가 되었다.
노르웨이 방송 협회 산하 방송협의회 멤버인 그는 2011년 베룸 시의원으로 당선되어 정계에 복귀했다. 2013년 아케르스후스주 지역구의 국회의원으로 당선되었다. 당원 동지인 비베케 리미와 결혼했으며, 슬하에 세 자녀를 두고 있다.